# Brienomyrus adustus
Brienomyrus adustus es una especie de pez elefante eléctrico perteneciente al género Brienomyrus en la familia Mormyridae presente en varias cuencas hidrográficas costeras africanas pertenecientes a Camerún, desde donde es nativa. Puede alcanzar un tamaño aproximado de 10,0 cm.
Respecto al estado de conservación, se puede indicar que no existe información disponible en la IUCN.